# Ludwik Dorn
Ludwik Stanisław Dorn ([ˈludvʲik ˈdɔrn], 5 tháng 6 năm 1954 - 7 tháng 4 năm 2022)  là một chính trị gia thuộc Đảng bảo thủ người Ba Lan. Ông từng giữ vị trí Phó Thủ tướng Ba Lan và thành viên của Hạ viện.

## Tiểu sử
Dorn sinh ra là Ludwik Dornbaum  trong một gia đình người Ba Lan gốc Do Thái. Cha ông là Henryk Dornbaum, một nhà hoạt động xã hội chủ nghĩa, còn mẹ ông là Alina Kugler, một bác sĩ. Toàn bộ thành viên trong gia đình của cha ông đều đã bị thảm sát trong Cuộc diệt chủng Do Thái.
Vào những năm 1960 gia đình của Dornbaum đổi tên thành Dorn. Ông được nuôi dưỡng theo quan điểm thuyết bất khả tri, nhưng sau đó ông đã gia nhập Công giáo khi 51 tuổi. Dorn tốt nghiệp ngành xã hội học tại Đại học Warsaw vào năm 1978.
Từ ngày 31 tháng 10 năm 2005 , ông là Bộ trưởng Bộ Nội vụ và Hành chính của Ba Lan. Ông từ chức vào ngày 7 tháng 2 năm 2007 sau khi xung đột với Thủ tướng Jarosław Kaczyński. Ông được bầu làm Thống đốc Hạ viện vào ngày 27 tháng 4 năm 2007, với 235 phiếu bầu, sau khi người tiền nhiệm là Marek Jurek từ chức.
Vào ngày 4 tháng 11 năm 2011, trong nỗ lực ủng hộ Zbigniew Ziobro, Thành viên của Nghị viện Châu Âu bị bãi nhiệm, ông cùng 15 người ủng hộ khác đã rời Đảng Luật pháp và Công lý vì lý do ý thức hệ để thành lập một Đảng ly khai có tên là Ba Lan Thống nhất.